# Super Mario Maker
Super Mario Maker — це відеогра-платформер, сайд-скролер 2015 року та система створення ігор, розроблена та опублікована Nintendo для Wii U, випущена в усьому світі у вересні 2015 року. Гравці можуть створювати, грати та ділитися курсами онлайн безкоштовно на основі стилів Super Mario Bros., Super Mario Bros. 3, Super Mario World і New Super Mario Bros. U. Гра була представлена як фінальний виклик Nintendo World Championships 2015.
Після випуску відгуки критиків високо оцінили інтерфейс користувача та інструменти редагування курсу. До травня 2016 року гравці по всьому світу створили більше семи мільйонів курсів, на які було зіграно понад 600 мільйонів разів. Super Mario Maker для Nintendo 3DS було випущено в грудні 2016 року. Super Mario Maker 2 був випущений для Nintendo Switch у червні 2019 року. 25 листопада 2020 року Nintendo офіційно оголосила, що підтримка завантаження курсу та сайт порталу буде припинено 31 березня 2021 року, а продаж гри в Nintendo eShop для Wii U буде припинено 12 січня 2021 року. Інші онлайн-сервіси для гри, такі як відтворення існуючих рівнів, уже завантажених на сервер, будуть припинені до квітня 2024 року.

## Ігровий процес
Super Mario Maker дозволяє гравцям створювати рівні в стилі серії Super Mario та публікувати їх в Інтернеті для інших гравців. Курси базуються на ігровому процесі та візуальному стилі Super Mario Bros., Super Mario Bros. 3, Super Mario World і New Super Mario Bros. U, які мають спільну фізику останньої. Механіка ігрового процесу та поведінка ворогів відрізняються в різних режимах гри. Деякі елементи обмежені певними стилями гри, а інші елементи можна об'єднати в інші стилі гри, як-от Бус у Super Mario Bros.
На додаток до традиційних елементів Маріо, таких як Гумби, варп-труби та посилення, гравці можуть унікально маніпулювати поведінкою елементів. Наприклад, ворогів можна скупчувати, небезпеки можуть виникати з блоків ? і варп-труб, панцир можна носити як захисні шоломи, а гармати можуть випускати вибрані об'єкти. Ці нові комбінації доступні за допомогою інструментів редагування, що працюють у тандемі. Гравці можуть збільшити ворога за допомогою Супергриба, дати ворогу пару літаючих крил, комбінувати різні атрибути тощо. Soundfrog додає аудіовізуальні ефекти, хоча звуки, записані мікрофоном, видаляються із завантажених курсів. Нові елементи редагування розблоковуються поступово протягом дев'яти днів створення курсу. Таємничий гриб, ексклюзивний для теми Super Mario Bros., має потужність супергриба та одягає Маріо в один із 153 костюмів. Кожен із цих костюмів можна розблокувати, зігравши в 100 викликів Маріо, пройшовши спеціальні курси подій або відсканувавши відповідну фігурку Amiibo. 8-розрядна фігурка Маріо додає Великий Гриб, який робить Маріо гігантом, а вороги виглядають як Маріо з капелюхами та вусами.
Після завершення створеного курсу його можна опублікувати в онлайн-світі курсу. Там усі гравці можуть переглядати та грати в різні курси, створені користувачами, або брати участь у 100 викликів Маріо з набором випадково вибраних курсів, створених користувачами, із 100 життями. Крім того, гравці можуть зіграти в 10 Mario Challenge з вибором попередньо створених курсів і лише 10 життями. Гравці спочатку обмежені в кількості завантажуваних курсів, але, отримуючи зірки від інших гравців, вони можуть заробляти медалі, які дозволяють їм завантажувати більше курсів.

## Розробка
Перш ніж розробити Super Mario Maker, Nintendo вже досліджувала концепцію редактора відеоігор у 1990-х роках. У 1994 році компанія подала патент на апаратне забезпечення консолі, яке дозволяє гравцям призупиняти гру, редагувати частини гри, відновлювати ігровий процес, а також зберігати та ділитися змінами. Super Mario Maker був задуманий як інструмент для внутрішньої команди розробників Nintendo для створення рівнів Mario. Однак команда швидко усвідомила потенціал інструменту як окремої гри та передала ідею старшому ігровому дизайнеру Такаші Тедзуці. Тим часом Тедзука хотів зробити Wii U продовженням Mario Paint, який використовує Wii U GamePad. Побачивши інструмент Super Mario Maker, Тедзука зрозумів, що інструмент для створення курсів є більш затребуваним, ніж проста мистецька програма. Він зазначив для Polygon, що створювати курси «не так складно або недоступно, як малювати», але що він «був натхненний перенести задоволення від Mario Paint у цей редактор курсів». Ця гра є режисерським дебютом Йосуке Ошіно, який раніше працював програмістом над Pikmin, Pikmin 2 і New Super Mario Bros. Wii. Саундтрек до гри створили та аранжували Кодзі Кондо, Наото Кубо та Аска Хаядзакі.
Гру було анонсовано на E3 2014 під назвою «Mario Maker». Незважаючи на те, що вперше було офіційно оприлюднено на цифровій події Nintendo E3 10 червня, чутки про цю назву почалися раніше того ж місяця після того, як була зроблена фотографія неповного стенда Nintendo на виставці, на якій назва була помітною. На виставці E3 2015 під час Чемпіонату світу Nintendo гра була перейменована в «Super Mario Maker».

## Маркетинг і реліз

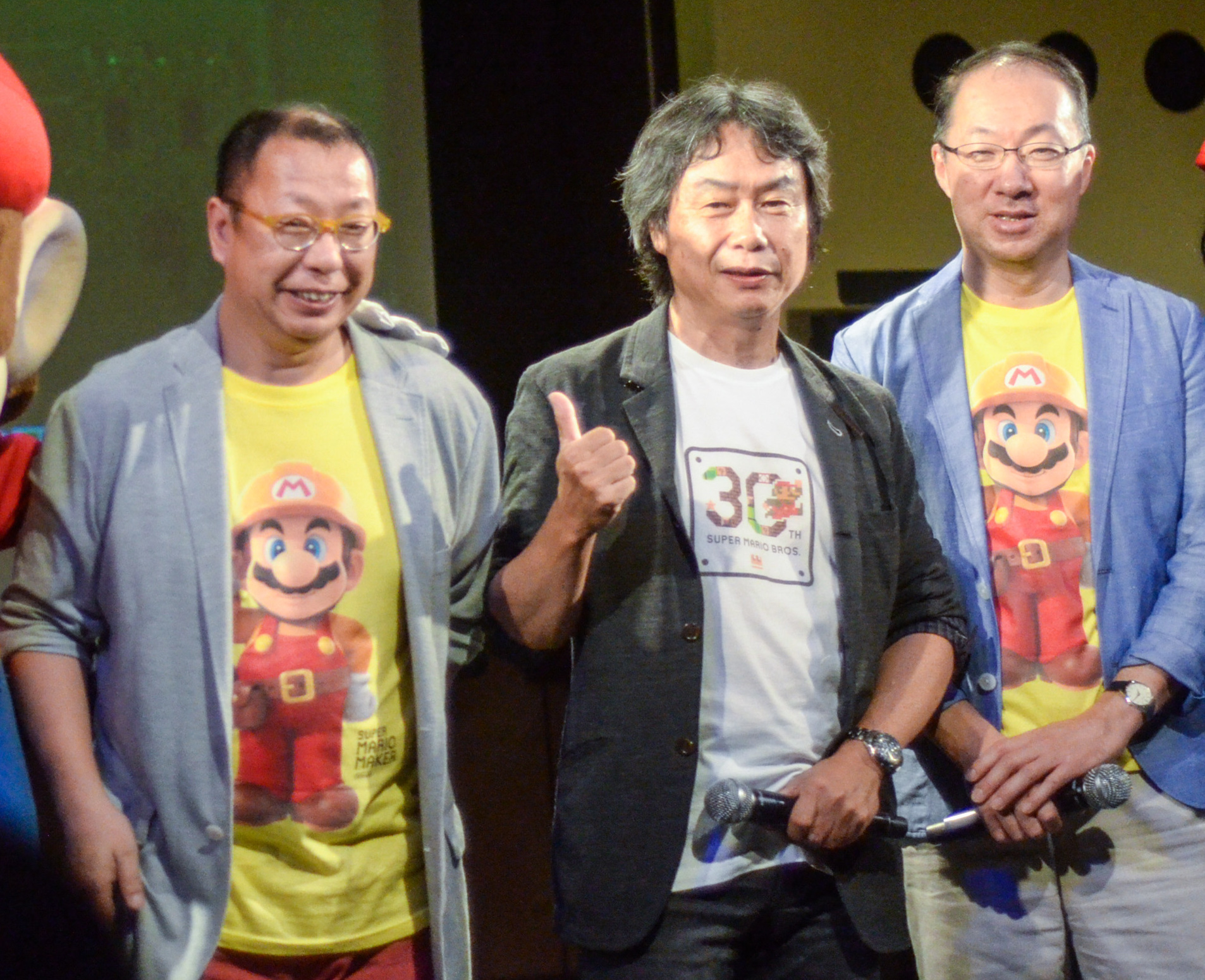
Такаші Тедзука, Шіґеру Міямото та Кодзі Кондо одягли футболки Super Mario Maker на E3 2015.

До випуску Nintendo дозволяла клієнтам грати в Mario Maker у магазинах Best Buy по всій Північній Америці 17 і 20 червня 2015 року. Він був продемонстрований під новою назвою, Super Mario Maker, 14 червня 2015 року під час фінального раунду події Nintendo World Championships перед E3 2015. Чотири курси, створені Nintendo Treehouse для Чемпіонату, можна грати у фінальній грі.
Nintendo співпрацює з Facebook, щоб провести спеціальну подію «хакатон». 150 співробітникам Facebook було доручено побудувати курси за допомогою Super Mario Maker, і команда-переможець створила курс, який буде показано в грі після її запуску. Кілька відомих дизайнерів відеоігор продемонстрували створені ними курси, як-от Мішель Ансель, Коджі Іґарасі, Тім Роджерс і Дерек Ю. Курс Анселя включено в базову гру як Спеціальний Курс.
Super Mario Maker був випущений у всьому світі у вересні 2015 року з відповідним комплектом Wii U. Кожна копія гри містить 96-сторінковий буклет із творчими ідеями, який також можна завантажити у форматі PDF. Одночасно Nintendo випустила 8-бітну фігурку Маріо Amiibo у двох різних колірних варіаціях. Фігурка упакована як окремо, так і в окремих комплектах ігор Super Mario Maker. Етап на тему Super Mario Maker для Super Smash Bros. для Nintendo 3DS і Wii U, який можна завантажити, було випущено 30 вересня 2015 року та є частиною продовження Super Smash Bros. Ultimate.
Спочатку гра була призначена для того, щоб гравці щодня чекали, щоб розблокувати нові елементи, але патч у день запуску надає нові елементи, які відповідають зусиллям гравця щодо створення вмісту. Destructoid зазначив, що в грі не було багатьох елементів минулої серії Mario, але гру було оновлено новими функціями. Перше велике оновлення, випущене 4 листопада 2015 року, додає контрольні точки на середині дистанції, умовні бонуси та спеціальні курси. Очищення певних спеціальних курсів відкриває додаткові костюми Mystery Mushroom, наприклад Super Mario-kun і ведучого GameCenter CX Шінья Аріно. Друге велике оновлення гри було випущено 22 грудня 2015 року, у якому додано таблицю лідерів SpeedRun і запущено веб-сайт Super Mario Maker Bookmark, який дозволяє гравцям переглядати завантажені курси та створювати закладки для гри, що полегшує обмін курсами. Третє оновлення додає більше костюмів Mystery Mushroom, які відкриваються, виконавши 100 викликів Маріо нормального та експертного рівнів, а також додає режим супер-експерта.
Продовження Super Mario Maker 2 було анонсовано на Nintendo Direct 13 лютого 2019 року. Він був випущений для Nintendo Switch 28 червня 2019 року з новою темою рівня, заснованою на грі Wii U Super Mario 3D World, новими функціями, зокрема схилами та змінним напрямком автоматичного прокручування, а також новими ворогами, темами та предметами.
25 листопада 2020 року Nintendo оголосила, що 31 березня 2021 року припиняє підтримку завантаження нових курсів. У результаті гру було видалено з Wii U eShop 12 січня 2021 року.

### Super Mario Maker для Nintendo 3DS
Super Mario Maker для Nintendo 3DS було розроблено дочірньою компанією Nintendo Software Technology у Редмонді з адаптованими або вилученими деякими функціями. Він був випущений для Nintendo 3DS в Японії 1 грудня 2016 року, у Північній Америці та Європі 2 грудня та в Австралії 3 грудня. Він містить 100 нових вбудованих курсів, розроблених Nintendo. Гравці можуть обмінюватися курсами безпосередньо з друзями або через StreetPass.

## Критика
| Агрегатор  | Оцінка | Оцінка |
| Агрегатор  | 3DS    | Wii U  |
| ---------- | ------ | ------ |
| Metacritic | 73/100 | 88/100 |

| Видання                   | Оцінка  | Оцінка |
| Видання                   | 3DS     | Wii U  |
| ------------------------- | ------- | ------ |
| 4Players                  | 70/100  | 80/100 |
| Destructoid               | 6/10    | 8/10   |
| Edge                      | Н/Д     | 9/10   |
| Electronic Gaming Monthly | Н/Д     | 9.5/10 |
| Famitsu                   | Н/Д     | 37/40  |
| Game Informer             | 7.75/10 | 9/10   |
| GameRevolution            | Н/Д     | [ 58 ] |
| GameSpot                  | Н/Д     | 9/10   |
| GamesRadar+               | [ 60 ]  | [ 61 ] |
| GamesTM                   | 8/10    | 9/10   |
| GameTrailers              | Н/Д     | 8.7/10 |
| Giant Bomb                | Н/Д     | [ 65 ] |
| Hardcore Gamer            | Н/Д     | 4.5/5  |
| IGN                       | 7.2/10  | 9/10   |
| Nintendo Life             | [ 69 ]  | [ 70 ] |
| Nintendo World Report     | 7/10    | 8/10   |
| Polygon                   | Н/Д     | 9.5/10 |
| Shacknews                 | Н/Д     | 9/10   |
| USgamer                   | 4/5     | 5/5    |
| VideoGamer.com            | 8/10    | 8/10   |

Super Mario Maker отримав загалом схвальні відгуки. Хосе Отеро з IGN високо оцінив соціальні елементи гри, включаючи її онлайн-функції та 10 викликів Маріо, заявивши, що гравці «побачать справжнє благоговіння перед історією Маріо» в онлайн-режимах. Він похвалив редактор курсів та його інтерфейс користувача, написавши, що «незалежно від того, який стиль ви виберете, створення рівнів є страшним завданням, але добре розроблений інтерфейс робить навчання легким та інтуїтивно зрозумілим» і що це «дає нам веселий, гнучкий набір інструментів для створення та гри в курси Маріо, як ніколи раніше».
Джастін Гейвалд з GameSpot похвалив редактора курсу, заявивши, що «комбінація елементів ігрового процесу дозволяє створювати захоплюючі та анахронічні доповнення до знайомих сценаріїв». Він був розчарований особливими обмеженнями, такими як відсутність контрольно-пропускних пунктів, які є у Super Mario World, а також вертикальні та горизонтальні межі етапів. Зрештою він дійшов висновку, що «гра не обов'язково перетворить вас на наступного Шіґеру Міямото, але ви майже відчуваєте, як трохи цієї магії зникає щоразу, коли ви завантажуєте нове творіння».
Гріффін МакЕлрой з Polygon похвалив гру, сказавши, що він отримав «велике задоволення від гри, але те, як вона розвинула нову вдячність за те, що я знав усе своє життя, було найбільшим досягненням гри».

Дедалі багатшу онлайн-бібліотеку контенту, створеного користувачами, було окремо продемонстровано та схвалено рецензентами, а також співавтор серії Mario Такаші Тедзука. Він описав загальну стриманість Nintendo щодо складності ігрового процесу власного вмісту в інтересах масової привабливості. Він висловив вдячність і застереження щодо того факту, що користувачі не обов'язково поділяють таку ж стриманість у своїх творіннях.
Я очікував, що «Super Mario Maker» привабить користувачів, які бажають більше грати у складні курси. ... Було дуже дивуюче, наскільки весело було дивитися відео, навіть не граючи сам. Є так багато інтригуючих та винахідливих курсів, як той, який ви не зможете подолати, якщо зіберете гриб. Це було величезною мотивацією для нас, розробників, працювати краще.

I expected that the users who wanted to play more of the hard courses would be attracted to Super Mario Maker. ... It was quite a surprise how much fun it was to watch the videos, without even playing myself. There are so many intriguing and inventive courses, like one which you couldn't beat if you picked up a mushroom. It's been a huge motivation for us developers to do better.
Гра сприятиме відродженню спільноти дизайнерів рівнів Kaizo, яка створює надзвичайно складні рівні для перевірки терпіння та майстерності.
Багато гравців критикували Nintendo за видалення їхніх онлайн-курсів без попередження чи пояснення. Патрік Клепек із Kotaku писав, що Nintendo мала переконатися, що кожен, хто створює рівні для гри, знає сувору політику компанії щодо створення рівнів, щоб вони знали, що Nintendo вважатиме неприйнятним.

### Продажі
Super Mario Maker дебютував у Японії, продавши понад 138 000 фізичних копій; за перші три тижні до кінця вересня 2015 року було продано 245 000 копій. Це була друга найбільш продавана гра у Великобританії за перший тиждень випуску, дебютувавши під № 2 у британському чарті роздрібної торгівлі програмним забезпеченням. Це була четверта найбільш швидко продавана гра для Wii U з моменту дебюту консолі в 2012 році. За перші три тижні продажу в Північній Америці було продано 445 000 копій, а до кінця вересня 2015 року було продано понад 500 000. Продажі в Сполучених Штатах досягли 1 мільйонів у середині січня 2016 року, що зробило це шостою грою Wii U, яка зробила це в країні. До березня 2021 року в усьому світі було продано 4,02 мільйона копій. Протягом першого тижня після випуску в Японії було продано 162 180 копій версії Nintendo 3DS. Станом на 23 грудня 2016 року в регіоні було продано 448 160 копій версії Nintendo 3DS. Станом на 31 грудня 2016 року було продано 2 мільйони копій 3DS. До кінця березня 2017 року загальний обсяг продажів 3DS досяг 2,34 мільйона.
У травні 2016 року Nintendo оголосила, що в усьому світі було створено понад 7,2 мільйона курсів, у які було зіграно понад 600 мільйонів разів.

### Нагороди
| Рік  | Нагороди                                  | Категорія                               | Результат | посилання |
| ---- | ----------------------------------------- | --------------------------------------- | --------- | --------- |
| 2015 | Нагороди Gamescom                         | Найкраща консольна гра Nintendo Wii     | Перемога  | [ 94 ]    |
| 2015 | Нагороди Gamescom                         | Найкраща сімейна гра                    | Номінація | [ 94 ]    |
| 2015 | Нагороди Gamescom                         | Найкраща соціальна/казуальна/онлайн-гра | Перемога  | [ 94 ]    |
| 2015 | The Game Awards 2015                      | Гра року                                | Номінація | [ 95 ]    |
| 2015 | The Game Awards 2015                      | Найкраща сімейна гра                    | Перемога  | [ 95 ]    |
| 2015 | Нагороди NAVGTR                           | Дизайн керування, 2D або обмежений 3D   | Перемога  | [ 96 ]    |
| 2015 | Нагороди NAVGTR                           | Ігрова інженерія                        | Номінація | [ 96 ]    |
| 2015 | Нагороди NAVGTR                           | Гра, сім'я франшизи                     | Перемога  | [ 96 ]    |
| 2015 | Нагороди NAVGTR                           | Використання звуку, франшиза            | Номінація | [ 96 ]    |
| 2016 | 2016 Kids' Choice Awards                  | Улюблена відеогра                       | Номінація | [ 97 ]    |
| 2016 | 19-та щорічна церемонія нагородження DICE | Сімейна гра року                        | Перемога  | [ 98 ]    |
| 2016 | Дитячі нагороди Британської академії      | Дитяче голосування BAFTA — відеогра     | Номінація | [ 99 ]    |

## Нотатки
1. ↑  Японська: スーパーマリオメーカー Хепберна: Sūpā Mario Mēkā?
2. ↑  Японська: スーパーマリオメーカー for ニンテンドー3DS Хепберна: Sūpā Mario Mēkā for Nintendo 3DS?